# 相模原市立緑が丘中学校
相模原市立緑が丘中学校（さがみはらしりつ みどりがおかちゅうがっこう）は、神奈川県相模原市中央区緑が丘一丁目にある公立中学校。

## 概要
相模原市の人口増加に伴う生徒の増加への対応として、1975年（昭和50年）に相模原市の13番目の学校として開設された。1981年度（昭和56年度）には、1300人規模の大規模校であったが、2024年（令和6年度）には、約270人まで減少している。

## 沿革
- 1975年（昭和50年）4月1日 - 相模原市立緑が丘中学校設立[4]

## 通学区域
- 相模原市中央区[5][6]
  - 青葉2丁目
  - 青葉3丁目
  - 上溝5783〜5799
  - 並木4丁目
  - 光が丘2丁目18番〜34番
  - 光が丘3丁目
  - 緑が丘1丁目
  - 緑が丘2丁目
  - 陽光台1丁目1番〜9番、10番〜21番
  - 陽光台2丁目
  - 陽光台3丁目
  - 陽光台4丁目
  - 陽光台5丁目
  - 陽光台6丁目
  - 陽光台7丁目

## 進学前小学校
- 相模原市中央区[7]
  - 相模原市立光が丘小学校（一部は相模原市立弥栄中学校へ）
  - 相模原市立陽光台小学校（一部は相模原市立上溝中学校へ）